# Bryophaenocladius conicus
Bryophaenocladius conicus är en tvåvingeart som först beskrevs av Freeman 1953.  Bryophaenocladius conicus ingår i släktet Bryophaenocladius och familjen fjädermyggor. Inga underarter finns listade i Catalogue of Life.